# Liste des députés de la XVIe législature de la Troisième République française
Cette liste recense les personnes qui ont assuré un mandat de député au cours de la XVIe législature de la IIIe République.
- Haut – A
- B
- C
- D
- E
- F
- G
- H
- I
- J
- K
- L
- M
- N
- O
- P
- Q
- R
- S
- T
- U
- V
- W
- X
- Y
- Z

## A
- Maurice Aguillon
- Bernard d'Aillières
- André Albert
- Fabien Albertin
- Auguste Albertini
- Gaston Allemane
- Henry Andraud
- Paul Antier
- Bertrand de Sauvan d'Aramon
- René Arbeltier
- Léon Archimbaud
- Justin Arnol
- Raoul Aubaud
- Louis Aubert
- Jean-Fernand Audeguil
- Étienne d'Audiffret-Pasquier
- François Auffray
- Vincent Auriol
- Joseph Aveline

- Haut – A
- B
- C
- D
- E
- F
- G
- H
- I
- J
- K
- L
- M
- N
- O
- P
- Q
- R
- S
- T
- U
- V
- W
- X
- Y
- Z

## B
- Paul Bacquet
- Vincent Badie
- Jean Barbier
- Alphonse Barbot
- Emerand Bardoul
- Joseph dit Virgile Barel[2],[3].
- Léon Baréty
- Charles Baron
- Étienne Baron
- Édouard Barthe
- Georges Barthélemy
- Jean Bartolini[2],[3]
- Alfred Basquin
- Paul Bastid
- Joseph Bastide
- Victor Bataille
- André Baud
- Pierre Baudouin-Bugnet
- Charles Baudry
- Maurice Bazin
- François Beaudoin
- Kléber Beaugrand
- André Beauguitte
- Auguste Béchard[4],[3]
- Émile Bèche
- Camille Bedin
- Charles Benoist[2],[3]
- Joanny Berlioz[2],[3]
- Jean Bernex
- François Billoux[2],[3]
- Jean Biondi
- François Blancho
- Léon Blum
- Jean Boivin-Champeaux
- Georges Bonnet
- Florimond Bonte[5],[3]
- Jean Bouhey
- Félix Brun[4],[3]
- Séraphin Buisset
- Louis Buyat

- Haut – A
- B
- C
- D
- E
- F
- G
- H
- I
- J
- K
- L
- M
- N
- O
- P
- Q
- R
- S
- T
- U
- V
- W
- X
- Y
- Z

## C
- Hyacinthe Carron
- Jean Catelas[5],[3]
- Georges Cogniot
- Gaston Cornavin[2],[3]
- Émile Cossonneau[2],[3]
- Alfred Costes[2],[3]
- Pierre Cot
- Paul Creyssel
- Jean Cristofol[2],[3]
- Jean Crouan
- Ambroise Croizat[2],[3]

- Haut – A
- B
- C
- D
- E
- F
- G
- H
- I
- J
- K
- L
- M
- N
- O
- P
- Q
- R
- S
- T
- U
- V
- W
- X
- Y
- Z

## D
- Pierre Dadot[4],[3]
- Édouard Daladier
- Yvon Delbos
- François Delcos
- Antoine Demusois[2],[3]
- Joseph Denais
- Pierre Dézarnaulds
- Jacques Duclos[5],[3]
- Jean Duclos[4],[3]
- Augustin Dutertre de La Coudre
- Émile Dutilleul[5],[3]

- Haut – A
- B
- C
- D
- E
- F
- G
- H
- I
- J
- K
- L
- M
- N
- O
- P
- Q
- R
- S
- T
- U
- V
- W
- X
- Y
- Z

## E
- Paul Marie Victor Elbel
- Alfred Elmiger
- Charles Elsaesser
- René Enjalbert
- Marius Escartefigue
- Ernest Esparbès

## F
- Étienne Fajon[2],[3]
- Henri de La Ferronnays
- Édouard Frédéric-Dupont

- Haut – A
- B
- C
- D
- E
- F
- G
- H
- I
- J
- K
- L
- M
- N
- O
- P
- Q
- R
- S
- T
- U
- V
- W
- X
- Y
- Z

## G
- Charles Gaou[2],[3]
- Henri Gérente
- Raymond Gernez
- Jean Ginet
- Félix Gouin
- Paul Goussu
- Fernand Grenier
- Jacques Grésa[2],[3]
- Louis Guichard
- Amédée Guy
- Raymond Guyot

- Haut – A
- B
- C
- D
- E
- F
- G
- H
- I
- J
- K
- L
- M
- N
- O
- P
- Q
- R
- S
- T
- U
- V
- W
- X
- Y
- Z

## H
- Lucien Hussel
- Édouard Herriot

- Haut – A
- B
- C
- D
- E
- F
- G
- H
- I
- J
- K
- L
- M
- N
- O
- P
- Q
- R
- S
- T
- U
- V
- W
- X
- Y
- Z

## I
- Paul Ihuel

## J
- Louis Jacquinot
- Renaud Jean[4],[3]
- Jacques de Juigné

- Haut – A
- B
- C
- D
- E
- F
- G
- H
- I
- J
- K
- L
- M
- N
- O
- P
- Q
- R
- S
- T
- U
- V
- W
- X
- Y
- Z

## K
- Henri Calloc'H de Kérillis

## L
- Joseph Laniel
- Pierre-Olivier Lapie
- Pierre Lareppe[2],[3]
- Jean Le Cour-Grandmaison
- Eugène Alexis Le Roux
- André Le Troquer
- Joseph Lecacheux
- Luc Levesque
- Georges Lévy[2],[3]
- André Liautey
- Henri Lozeray[2],[3]
- Charles Lussy

- Haut – A
- B
- C
- D
- E
- F
- G
- H
- I
- J
- K
- L
- M
- N
- O
- P
- Q
- R
- S
- T
- U
- V
- W
- X
- Y
- Z

## M
- André Marie
- Louis Marin
- Léon Martin
- Henri Martel[2],[3]
- Louis Martel
- Louis Martel
- André Marty
- Robert Mauger
- Henri Meck
- Jean Médecin
- Pierre Mendès France
- André Mercier
- Jean Meunier
- Lucien Midol[2],[3]
- Jules Moch
- Gaston Monmousseau[5],[3]
- Gaston Monnerville
- Hubert de Montaigu
- Maurice Montel
- Prosper Môquet[2],[3]
- Marius Moutet
- Adrien Mouton
- Arthur Musmeaux[2],[3]

- Haut – A
- B
- C
- D
- E
- F
- G
- H
- I
- J
- K
- L
- M
- N
- O
- P
- Q
- R
- S
- T
- U
- V
- W
- X
- Y
- Z

## N
- Louis Nachon
- Hervé Nader
- André Naphle
- Raoul Naudin
- René Nicod
- Jean Niel
- Louis Noguères
- Georges Nouelle

## O
- Alfred Oberkirch

## P
- Auguste Pageot
- André Parsal[4],[3]
- Gabriel Péri[5],[3]
- Albert Perrin[n 1]
- Albert Petit[2],[3]
- Maurice Petsche
- Robert Philippot[4],[3]
- Jean Pierre-Bloch
- Antoine Pinay
- Alexandre Prachay[2],[3]
- André Pringolliet
- Louis Prot[2],[3]

- Haut – A
- B
- C
- D
- E
- F
- G
- H
- I
- J
- K
- L
- M
- N
- O
- P
- Q
- R
- S
- T
- U
- V
- W
- X
- Y
- Z

## Q
- Bernard Quenault de La Groudière
- Jean Quenette
- Cyprien Quinet
- Aimé Quinson

## R
- Arthur Ramette[5],[3]
- Joannès Ravanat
- Jean Raymond-Laurent
- François Reille-Soult
- Paul Reynaud
- Albert Rigal[5],[3]
- Waldeck Rochet[2],[3]
- Jean-Louis Rolland
- Louis Rollin

- Haut – A
- B
- C
- D
- E
- F
- G
- H
- I
- J
- K
- L
- M
- N
- O
- P
- Q
- R
- S
- T
- U
- V
- W
- X
- Y
- Z

## S
- Robert Schuman
- Joseph Sigrist
- Paul Sion
- Louis Sibué

- Haut – A
- B
- C
- D
- E
- F
- G
- H
- I
- J
- K
- L
- M
- N
- O
- P
- Q
- R
- S
- T
- U
- V
- W
- X
- Y
- Z

## T
- François Tanguy-Prigent
- Emmanuel Temple
- Maurice Thiéfaine
- Eugène Thomas
- Maurice Thorez[5],[3]
- Charles Tillon[5],[3]
- Auguste Touchard[2],[3]

- Haut – A
- B
- C
- D
- E
- F
- G
- H
- I
- J
- K
- L
- M
- N
- O
- P
- Q
- R
- S
- T
- U
- V
- W
- X
- Y
- Z

## V
- Pierre Vaillandet
- Paul, Charles Vaillant-Couturier
- Fernand Valat
- Charles, Louis, Auguste Valentin
- Sabinus Valière
- Xavier Vallat
- Pierre Vallette-Viallard
- Charles Vallin
- Roger Vantielcke
- Marcel, Léon Vardelle
- Jean Vassal
- Léon Vaur
- Marius Vazeilles[4],[3]
- Raymond Vidal
- Pierre Viénot
- Antoine Villedieu
- Adolphe, Jules, Félix, Louis Vincent
- Maurice Voirin

- Haut – A
- B
- C
- D
- E
- F
- G
- H
- I
- J
- K
- L
- M
- N
- O
- P
- Q
- R
- S
- T
- U
- V
- W
- X
- Y
- Z

## W
- Alfred Wallach
- Michel Walter
- Fernand Wiedemann-Goiran
- Alex Wiltzer

## Y
- Jean Ybarnégaray
- Albert Yvon

## Z
- Jean Zay
- Michel Zunino